# Caproni Ca.148
Капрони Ка.148 (итал. Caproni Ca.148) — итальянский многоцелевой трехмоторный самолет 30-40-х годов. 

## История
В середине 1930-х годов авиастроительная фирма Caproni предприняла попытку усовершенствовать модель многоцелевого колониального самолёта модели Ca.133. В первую очередь были усовершенствованы аэродинамические качества и улучшение общей конструкции. Заказчиком обновленного самолета стала фирма Baccherini & Poggi, которая предполагала использовать эти самолёты для перевозок в итальянские колонии Восточной Африки.
У 148-й модели была смещена вперед кабина, перенесена главная дверь кабины, шасси было усилено. Двигатели остались прежними, что и у 133-й модели. Работы по совершенствованию привели к увеличению лётной массы до 1250 кг. Фактически изменения были минимальными, лишь внешне самолёт получил несколько более совершенную форму. 
В мае 1937 года на испытания был представлен первый прототип. В ходе испытаний была выявлена перегруженность этих самолётов, тем не менее, Caproni Ca.148 был принят в качестве транспортного колониального самолёта. Самолёты эксплуатировались в недавно завоеванной Эфиопии. Со вступлением Италии во Вторую мировую войну в июне 1940 года самолёты были реквизированы для военных нужд. Их по-прежнему использовали как транспортные. В дальнейшем появился вариант Caproni Ca.148P с двигателями Piaggio P.VII C35. 
Всего же самолёты этой модели собирали несколько авиастроительных компаний Италии. Так фирма AVIS собрала 70 машин, Vizzola порядка 40. После капитуляции Италии и оккупации страны Германией в сентябре 1943 года значительная часть этих самолетов досталась немцам, которые использовали их как транспортники и самолёты для школ парашютистов. Производство самолётов уже для немцев продолжалось вплоть до 1944 года. 
После окончания Второй мировой войны небольшая часть сохранившихся Ca.148 использовались в Италии до 1954 года.

## Модификации
- Caproni Ca.148P  — усовершенствованная модификация с двигателями Piaggio P.VII C35 и подфюзеляжной нишей.

## В эксплуатации
- Королевство Италия
- нацистская Германия

### Технические характеристики
- Длина – 15,36 м
- Размах крыла – 21,24 м
- Площадь крыла – 65,00 м.кв.
- Высота - 4,00 м
- Вес пустого – 4190 кг
- Вес взлётный – 6800 кг
- Скорость максимальная – 267 км\ч
- Скорость крейсерская – 200 км\ч
- Дальность – 1350 км
- Потолок – 5500 метров
- Экипаж – 3 человека
- Двигатель – три звездообразных Piaggio “Stella” P.VII C16, мощностью 460 л.с. каждый
- Коммерческая нагрузка – 18 пассажиров